# Općinska A nogometna liga Bjelovar 1983./84.
Općinska A nogometna liga Bjelovar je bila liga šestog stupnja nogometnog prvenstva Jugoslavije u sezoni 1983./84.  
 
Sudjelovalo je ukupno 11 klubova, a prvak je bio"Partizan" iz Rovišća. 

## Ljestvica
| mj. | klub                    | ut.                     | pob.                    | ner.                    | por.                    | gol+                    | gol-                    | bod                     |
| --- | ----------------------- | ----------------------- | ----------------------- | ----------------------- | ----------------------- | ----------------------- | ----------------------- | ----------------------- |
| 1.  | Partizan Rovišće        | 18                      | 13                      | 2                       | 3                       | 75                      | 26                      | 28                      |
| 2.  | Borac Galovac           | 18                      | 12                      | 2                       | 4                       | 52                      | 27                      | 26                      |
| 3.  | Nogometni suci          | 16                      | 9                       | 3                       | 4                       | 60                      | 44                      | 21                      |
| 4.  | Dinamo                  | 17                      | 8                       | 3                       | 6                       | 54                      | 42                      | 19                      |
| 5.  | Omadinac P              | 17                      | 7                       | 4                       | 6                       | 38                      | 42                      | 18                      |
| 6.  | Omladinac Ćurlovac      | 18                      | 7                       | 3                       | 8                       | 63                      | 46                      | 17                      |
| 7.  | Radnički Obrovnica      | 18                      | 6                       | 3                       | 9                       | 38                      | 65                      | 15                      |
| 8.  | Bilo Velika Pisanica    | 18                      | 6                       | 2                       | 10                      | 40                      | 43                      | 14                      |
| 9.  | Mojica Birta Klokočevac | 18                      | 5                       | 2                       | 11                      | 34                      | 72                      | 12                      |
| 10. | Slavija Severin         | 18                      | 4                       | 0                       | 14                      | 31                      | 80                      | 8                       |
|     | Udarnik                 | odustali tijekom sezone | odustali tijekom sezone | odustali tijekom sezone | odustali tijekom sezone | odustali tijekom sezone | odustali tijekom sezone | odustali tijekom sezone |

- ljestvica bez rezultata dvije utakmice

## Rezultatska križaljka
| kratica | klub                    | BOR | BILO | DIN | MOB | NOS | OMLČ | OMLP | PAR | RAD | SLA | UDA |
| --- | ----------------------- | --- | ---- | --- | --- | --- | ---- | ---- | --- | --- | --- | --- |
| BOR | Borac Galovac           |     |      |     |     |     |      |      |     |     |     |     |
| BILO | Bilo Velika Pisanica    |     |      |     |     |     |      |      |     |     |     |     |
| DIN | Dinamo                  |     |      |     |     |     |      |      |     |     |     |     |
| MOB | Mojica Birta Klokočevac |     |      |     |     |     |      |      |     |     |     |     |
| NOS | Nogometni suci          |     |      |     |     |     |      |      |     |     |     |     |
| OMLČ | Omladinac Ćurlovac      |     |      |     |     |     |      |      |     |     |     |     |
| OMLP | Omadinac P              |     |      |     |     |     |      |      |     |     |     |     |
| PAR | Partizan Rovišće        |     |      |     |     |     |      |      |     |     |     |     |
| RAD | Radnički Obrovnica      |     |      |     |     |     |      |      |     |     |     |     |
| SLA | Slavija Severin         |     |      |     |     |     |      |      |     |     |     |     |
| UDA | Udarnik                 |     |      |     |     |     |      |      |     |     |     |     |
| |                         |     |      |     |     |     |      |      |     |     |     |     |
| podebljan rezultat - utakmice od 1. do 11. kola (1. utakmica između klubova) rezultat normalne debljine - utakmice od 12. do 22. kola (2. utakmica između klubova) rezultat nakošen - nije vidljiv redoslijed odigravanja međusobnih utakmica iz dostupnih izvora rezultat smanjen * - iz dostupnih izvora nije uočljiv domaćin susreta prekrižen rezultat - poništena ili brisana utakmica p - utakmica prekinuta 3:0 p.f. / 0:3 p.f. - rezultat 3:0 bez borbe n.i. - nije igrano |                         |     |      |     |     |     |      |      |     |     |     |     |

 Izvori:

## Vanjske poveznice
- Međuopćinska liga ZO Bjelovar – Jug 1983./84.
- Međuopćinska liga Daruvar – Grubišno Polje 1983./84.
- Općinska A nogometna liga Pakrac 1983./84.